# Winners of the Wilderness
Winners of the Wilderness ist ein US-amerikanischer Stummfilm aus dem Jahr 1927 mit Tim McCoy und Joan Crawford. Die beiden Schauspieler traten ein Jahr später in The Law of the Range erneut gemeinsam auf.

## Handlung
1755 nehmen die Spannungen zwischen den amerikanischen Ureinwohnern und den französischen Siedlern im Gebiet des heutigen Pennsylvania vor dem Hintergrund der europäischen Verwicklungen immer weiter zu. Der fehlgeschlagene Versuch von General Edward Braddock, während der Franzosen- und Indianerkriege das französische Fort Duquesne einzunehmen, führt zu einem Aufstand der indigenen Völker in der Umgebung. General Contrecoeur und seine hübsche Tochter werden von dem Engländer Colonel O’Hara gerettet, der es schafft, am Ende für Frieden und Harmonie zwischen den Zivilisationen und Völkern zu sorgen.

## Hintergrund
Joan Crawford stand seit 1925 bei MGM unter Vertrag und stieg rasch zu einer beliebten Darstellerin auf. 1926 wurde sie bereits zu einem der WAMPAS Baby Stars gekürt und zierte regelmäßig die Cover von Magazinen und Journalen. Einen festen Rollentypus hatte sie allerdings noch nicht für sich gefunden und so spielte sie abwechselnd Haupt- und Nebenrollen in den unterschiedlichsten Genres. Sie wechselte daher auch unmittelbar von der Hauptrolle in Paris direkt an die Seite von Tim McCoy und einen kostengünstig hergestellten Western. Western waren für viele Studios das Brot-und-Butter-Geschäft, da sie einerseits extrem kostengünstig waren und schnell abgedreht wurden, auf der anderen Seite jedoch einen stetigen Gewinn abwarfen. Populäre Cowboystars wie Tom Mix oder William S. Hart tauchten regelmäßig in der Liste der 20 kassenträchtigsten Stars auf. MGM versuchte, gegen Ende der 1920er aus Tim McCoy ebenfalls einen etablierten Namen zu machen, doch mit dem Aufkommen des Tonfilms beschlossen die Verantwortlichen, das Genre nicht weiter zu verfolgen.
Winners of the Wilderness wurde parallel mit War Paint gedreht, ebenfalls mit Tim McCoy in der Hauptrolle. Für einen Film, der für Matineevorstellungen und ein überwiegend jugendliches Publikum konzipiert war, überraschte Winners of the Wilderness mit teilweise drastischen Schilderungen von Gewalt und Erotik. In einer Szene wird ein nackter Gefangener lebendig am Marterpfahl verbrannt. Joan Crawford trägt während der ersten Begegnung mit Tim McCoy, die in ihrem Boudoir stattfindet, ein transparentes Negligée mit tiefem Ausschnitt, auf dem die Kamera während der Einstellung besonders intensiv verharrt.

## Kinoauswertung
Mit Herstellungskosten von 86.000 US-Dollar war es eine für MGM-Standards sehr kostengünstige Produktion. Das Budget lag jedoch immer noch deutlich über denen für die Westernproduktionen der übrigen Studios, die sich teilweise im vierstelligen Dollarbereich bewegten. Er spielte in den USA mit einer Summe von 158.000 Dollar einen für das Genre überdurchschnittlichen Wert ein. Mit den Auslandseinnahmen von 125.000 Dollar und einem kumulierten Gesamtergebnis von 283.000 Dollar konnte das Studio am Ende einen respektablen, wenn auch nicht signifikant hohen Gewinn von 74.000 Dollar realisieren.